# チャンネル・ワン
チャンネル・ワン・スタジオ（英: Channel One Studios）は、ジャマイカのキングストン、マックスフィールド・アヴェニュー29番地というレゲエ・ミュージシャンが多く住む地区にあるレコーディングスタジオ。
スタジオを開設したのはジョジョ、ケネス、ポーリー、アーネストという中国系ジャマイカ人の兄弟、一族だった。彼らはスロットマシーンやジューク・ボックスを置いた遊技場を経営していたが、仕事がらジューク・ボックスにセットするためのレコードを他のプロデューサーたちからよく買っていたのがきっかけで、自然と音楽業界に興味を持ち始めた。そしてジョジョがジョン・ホルトに連れられてダイナミック・スタジオに行った時、そこで耳に入ってきた音があまりにもかっこよく、「こんな音をじぶんたちで創ってみたい！」と口走った。
もともと1960年代中頃から「ダイナミック・サウンド・ディスコ」というサウンド・システムを運営していて、その後このシステムは「ウェル・チャージ・チャンネル・ワン・サウンド」と名前を変え、当時のジャマイカでは人気のあるサウンド・システムだった。
スタジオは1970年に4トラックのみのレコーディング・スタジオとして建設され、最初の3年間は経営がうまくいかず、開店休業が続いた。初代エンジニアのシド・バックナーも、それまでスタジオ・ワンやハリー・J、ダイナミックスなどで働いてたエンジニアだったが、フーキム兄弟の満足する音を創ることはなかった。
1974年には専属バンドが結成された。スライ&ロビーを中心とした「レヴォリューショナリーズ」だった。彼らはリロイ"ホースマウス"ウォレスに端を発する新しいスタイル、「ミリタント・スタイル」をいち早く取り込み、おし進めた。その戦闘的なスタイルも、チャンネル・ワンの飛躍のきっかけとなった。ルーツ・レゲエの代表作であるマイティ・ダイアモンズの「ライト・タイム」を世に送り出すなど、チャンネル・ワン・スタジオからは多くのヒット作が生まれた。
1970年代中期から後期にかけて、チャンネル・ワンは当時一番のライバルとも言えるジョー・ギブス・スタジオと同様に、レゲエのヒット曲の大半を手掛けるという、この業界の王道を歩いた。全盛期にはジャマイカで発売されるレコードの80％以上が、チャンネル・ワン録音だったということもあった。
だが1970年代末期になると、チャンネル・ワンは資金繰りで行き詰まり、フーキム兄弟の三男ポールの若すぎる死も重なって、だんだんと経営困難に陥っていった。1980年代に入ると、一流プロデューサーとして名を成していたアーネスト・フーキムも、ジョジョも業界から身を引き、彼らが育ったスロットマシーン業にもどって、心機一転を期することになった。しかしチャンネル・ワンが残した遺産は、いまだに多くの影響を後の世代に与えている。

## 主なチャンネル・ワン作品

### アルバム
- マイティ・ダイアモンズ - Right Time (1976)
- グレゴリー・アイザックス - Mr Isaacs (1977)
- ウェイリング・ソウルズ - Wild Suspense (1979)

### V.A.
- チャンネル・ワン・ヒッツ - Hit Bound! The Revolutionary Sound Of Channel One (1991)

## チャンネル・ワン系のレコード会社
- Well Charged (よく充電された)
- Hit Bound (ヒット間違いなし)